# Adolfo Celi
Adolfo Celi (Messina, 27 luglio 1922 – Siena, 19 febbraio 1986) è stato un attore, regista e sceneggiatore italiano.

## Biografia
Nato a Messina, era figlio di Giuseppe Celi (prefetto di Grosseto e di Padova, senatore del Regno d'Italia e presidente della Provincia di Catania) e di Giulia Mondello. Adolfo Celi crebbe tra la Sicilia e il Nord Italia; tra le sue residenze ci fu anche Padova. Grazie a una cinepresa amatoriale regalatagli dal padre, iniziò a impratichirsi con la ripresa. Nel 1942 s'iscrisse all'Accademia nazionale d'arte drammatica di Roma, dove si diplomò nel 1945 mettendo in scena I giorni della vita di William Saroyan. Negli anni dell'Accademia conobbe, tra i tanti, Vittorio Gassman, Mario Landi e Vittorio Caprioli, che gli trasmisero la passione per il teatro e per il cinema. Fu un grande amico di Renato Baldini.
Nel 1946 venne scritturato per il film Un americano in vacanza, cui seguirono Natale al campo 119 (1947) di Pietro Francisci e Proibito rubare (1948) di Luigi Comencini. Nello stesso anno Aldo Fabrizi gli propose di partecipare a Emigrantes (1949)…, girato in Argentina.

### Il Brasile
Nel corso del suo primo viaggio in Brasile - ove già era attivo nel campo teatrale e cinematografico il suo amico Ruggero Jacobbi - si appassionò alla cultura e alle genti di questa terra e prese la decisione di restarvi: inizialmente lavorando al Teatro TBC di San Paolo, poi fondando, con la sua prima moglie Tonia Carrero e Paulo Autran, il Teatro Brasileiro de Comédia di San Paolo e la compagnia di prosa "Carrero-Celi-Autran"; inoltre, al principio degli anni cinquanta la casa cinematografica "Vera Cruz" affidò a Celi la regia dei film Caiçara (1950), prodotto da Alberto Cavalcanti, che lanciava il divismo di Eliane Lage  e Tico-tico no fubá (1952), Premio SACI per il miglior film brasiliano di quell'anno.
Celi è considerato tra i più importanti registi del Brasile: a lui si deve infatti la definizione di nuovi canoni di sperimentazione teatrale e cinematografica ma anche inerenti alla televisione, allora all'esordio. In Brasile avviò anche una carriera di caratterista cinematografico, recitando nei film L'uomo di Rio (1964) e Agente 007 - Thunderball (Operazione tuono) (1965) che gli diedero  notorietà mondiale.

### Il ritorno in Italia
Rientrato nei primi anni sessanta, trovò un cinema molto diverso da quello che aveva lasciato e in pieno sviluppo. Si specializzerà nelle parti del "cattivo", sia nei film western o d'azione sia, con una certa autoironia, nelle commedie, dove interpretò frequentemente personaggi malvagi o potenti. Tra i pochi attori italiani in grado di recitare anche in inglese, grazie alla bravura e alla preparazione professionale venne ingaggiato come protagonista o comprimario in numerosi film internazionali, ottenendo anche il ruolo del villain nel film Agente 007 - Thunderball (Operazione tuono), per poi ottenere ruoli importanti in altri film tra cui: Il tormento e l'estasi (1965) di Carol Reed, Il colonnello Von Ryan (1965) di Mark Robson, Grand Prix (1966) di John Frankenheimer, Masquerade (1967) di Joseph L. Mankiewicz, Il fantasma della libertà (1974) di Luis Buñuel.
Nel 1969 uscì l'unico film italiano da lui diretto, realizzato con i suoi compagni d'accademia Vittorio Gassman e Luciano Lucignani, l'autobiografico L'alibi. In Italia raggiunse l'apice del successo quando entrò a far parte del cast della fortunata trilogia composta da Amici miei (1975), Amici miei - Atto II  (1982) e Amici miei - Atto III (1985), dove ricoprì il ruolo del professor Alfeo Sassaroli, un brillante primario ospedaliero annoiato dal lavoro, che si unisce alle allegre "zingarate" di un gruppo di amici fiorentini.

### Televisione
Diretto da Daniele D'Anza, nel 1972 interpretò il medico nazista nello sceneggiato Rai Il sospetto; inoltre vestì i panni del poliziotto italo-americano Joe Petrosino nello sceneggiato omonimo mentre, tre anni dopo, interpretò don Mariano D'Agrò nello sceneggiato L'amaro caso della baronessa di Carini (1975).
Nella memoria degli italiani vive come il sagace interprete del cinico e spregiudicato sir James Brooke, acerrimo nemico della "Tigre di Mompracem", interpretata da Kabir Bedi, nello sceneggiato televisivo Sandokan (1976), diretto da Sergio Sollima. Nel 1976 gli venne affidata l'eredità di Giampiero Albertini nel Carosello Gli incontentabili della Ignis, noto marchio di elettrodomestici.
Nel 1981 prese parte al kolossal storico televisivo inglese I Borgia, in cui interpretò (dopo avere impersonato vari prelati e cardinali) la parte di Rodrigo Borgia, salito al soglio pontificio come papa Alessandro VI.

### Gli ultimi anni e la morte
Tornato al teatro negli anni ottanta, venne ricoverato per infarto la sera della rappresentazione teatrale dei Misteri di Pietroburgo di Dostoevskij al teatro di Siena. Vittorio Gassman prese il suo posto sul palcoscenico. Il 19 febbraio 1986 Celi morì, all'età di 63 anni, per un arresto cardiocircolatorio, esattamente 40 anni dopo la morte di suo padre, avvenuta il 19 febbraio 1946. È sepolto nel cimitero monumentale di Messina.

## Vita privata
Celi si sposò tre volte: con Tonia Carrero dal 1951 al 1963; con Marília Branco dal 1964 al 1965 e con Veronica Lazar dal 1966 fino al 1986. Da quest'ultima ebbe i suoi due figli: Alessandra (1966), attrice, e Leonardo (1968), autore del documentario Adolfo Celi, un uomo per due culture, realizzato nel 2006 per ricordare il padre a vent'anni dalla scomparsa e presentato nel 2008 alla Festa del Cinema di Roma nell'ambito della rassegna organizzata dalla Fondazione Ente dello Spettacolo Adolfo Celi e i ragazzi tornati dal Brasile.

## Filmografia

### Attore

#### Cinema

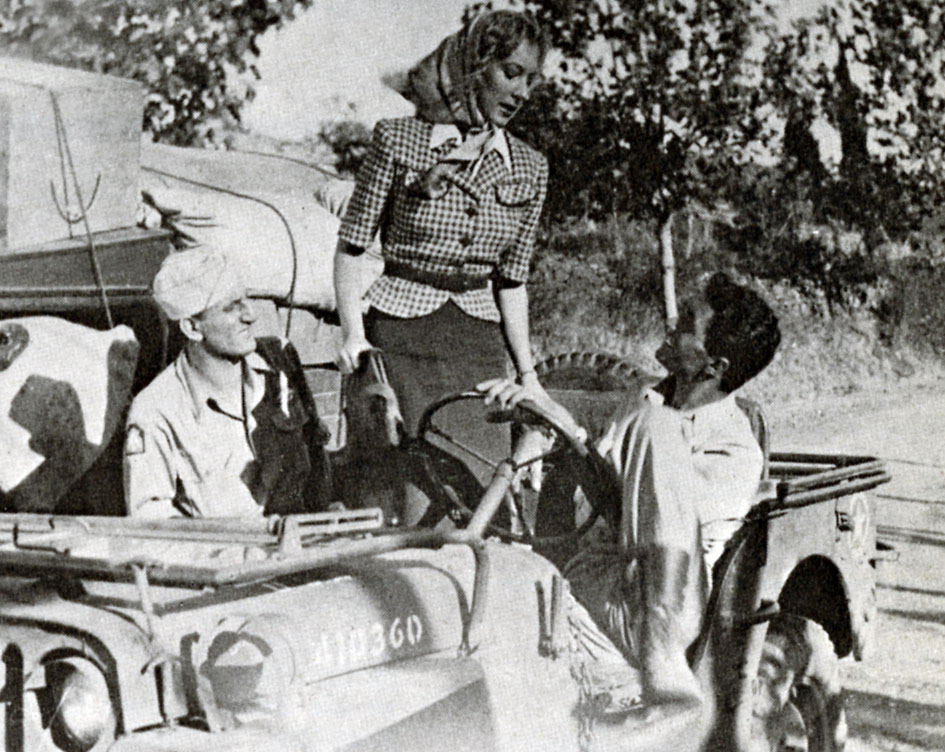
Foto del set Un americano in vacanza, con Adolfo Celi, Valentina Cortese e Leo Dale

- Un americano in vacanza, regia di Luigi Zampa (1946)
- Natale al campo 119, regia di Pietro Francisci (1947)
- Proibito rubare, regia di Luigi Comencini (1948)
- Emigrantes, regia di Aldo Fabrizi (1949)
- Le belle famiglie, regia di Ugo Gregoretti (1964)
- L'uomo di Rio (L'Homme de Rio), regia di Philippe de Broca (1964)
- 3 notti d'amore, regia di Renato Castellani, Luigi Comencini e Franco Rossi (1964)
- ...poi ti sposerò (Un monsieur de compagnie), regia di Philippe de Broca (1964)
- Il colonnello Von Ryan (Von Ryan's Express), regia di Mark Robson (1965)
- Rapina al sole (Par un beau matin d'été), regia di Jacques Deray (1965)
- Slalom, regia di Luciano Salce (1965)
- Il tormento e l'estasi (The Agony and the Ecstasy), regia di Carol Reed (1965)
- E venne un uomo, regia di Ermanno Olmi (1965)
- Agente 007 - Thunderball (Operazione tuono) (Thunderball), regia di Terence Young (1965)
- El Greco, regia di Luciano Salce (1966)
- Yankee, regia di Tinto Brass (1966)
- Le piacevoli notti, regia di Armando Crispino e Luciano Lucignani (1966)
- Grand Prix, regia di John Frankenheimer (1966)
- Colpo maestro al servizio di Sua Maestà britannica, regia di Michele Lupo (1967)
- Tutti pazzi meno io (Le Roi de coeur)), regia di Philippe de Broca (1967)
- O.K. Connery, regia di Alberto De Martino (1967)
- Masquerade (The Honey Pot), regia di Joseph L. Mankiewicz (1967)
- Tiro a segno per uccidere (Das Geheimnis der gelben Mönche), regia di Manfred R. Köhler (1967)
- Ad ogni costo, regia di Giuliano Montaldo (1967)
- Il magnifico Bobo (The Bobo), regia di Robert Parrish (1967)
- Sentenza di morte, regia di Mario Lanfranchi (1967)
- Dalle Ardenne all'inferno, regia di Alberto De Martino (1967)
- La donna, il sesso e il superuomo, regia di Sergio Spina (1968)
- Uno scacco tutto matto, regia di Roberto Fizz (1968)
- La morte bussa due volte (Blonde Köder für den Mörder), regia di Harald Philipp (1968)
- Diabolik, regia di Mario Bava (1968)
- Sette volte sette, regia di Michele Lupo (1968)
- L'arcangelo, regia di Giorgio Capitani (1969)
- Il colpo era perfetto, ma... (Midas Run), regia di Alf Kjellin (1969)
- Un detective, regia di Romolo Guerrieri (1969)
- Io, Emmanuelle, regia di Cesare Canevari (1969)
- Alla ricerca di Gregory (In Search of Gregory), regia di Peter Wood (1969)
- Appuntamento col disonore, regia di Adriano Bolzoni (1970)
- Frammenti di paura (Fragment of Fear), regia di Richard C. Sarafian (1970)
- L'uomo venuto da Chicago (Un condé), regia di Yves Boisset (1970)
- Brancaleone alle crociate, regia di Mario Monicelli (1970)
- ...hanno cambiato faccia, regia di Corrado Farina (1971)
- Una chica casi decente, regia di Germán Lorente (1971)
- I terrificanti delitti degli assassini della via Morgue (Murders in the Rue Morgue), regia di Gordon Hessler (1971)
- L'occhio nel labirinto, regia di Mario Caiano (1972)
- Terza ipotesi su un caso di perfetta strategia criminale, regia di Giuseppe Vari (1972)
- Fratello sole, sorella luna, regia di Franco Zeffirelli (1972)
- Chi l'ha vista morire?, regia di Aldo Lado (1972)
- Ragazza tutta nuda assassinata nel parco, regia di Alfonso Brescia (1972)
- La mano lunga del padrino, regia di Nardo Bonomi (1972)
- La mala ordina, regia di Fernando Di Leo (1972)
- Piazza pulita, regia di Luigi Vanzi (1973)
- La villeggiatura, regia di Marco Leto (1973)
- Tre per una grande rapina (Le mataf), regia di Serge Leroy (1973)
- Gli ultimi 10 giorni di Hitler (Hitler: The Last Ten Days), regia di Ennio De Concini (1973)
- Il sorriso del grande tentatore, regia di Damiano Damiani (1974)
- ...e poi, non ne rimase nessuno (Ein Unbekannter rechnet ab), regia di Peter Collinson (1974)
- Il fantasma della libertà (Le Fantôme de la liberté), regia di Luis Buñuel (1974)
- Il venditore di palloncini, regia di Mario Gariazzo (1974)
- Libera, amore mio!, regia di Mauro Bolognini (1975)
- Amici miei, regia di Mario Monicelli (1975)
- Come una rosa al naso, regia di Franco Rossi (1976)
- Uomini si nasce poliziotti si muore, regia di Ruggero Deodato (1976)
- La moglie di mio padre, regia di Andrea Bianchi (1976)
- L'affittacamere, regia di Mariano Laurenti (1976)
- Febbre da cavallo, regia di Steno (1976)
- Signore e signori, buonanotte, regia di Luigi Comencini, Nanni Loy, Luigi Magni, Mario Monicelli ed Ettore Scola (1976)
- Il prossimo uomo (The Next Man), regia di Richard C. Sarafian (1976)
- Genova a mano armata, regia di Mario Lanfranchi (1976)
- Il genio (Le grand escogriffe), regia di Claude Pinoteau (1976)
- Che notte quella notte!, regia di Ghigo De Chiara (1977)
- Viaggio di paura (Les Passagers), regia di Serge Leroy (1977)
- Holocaust 2000, regia di Alberto De Martino (1977)
- Pane, burro e marmellata, regia di Giorgio Capitani (1977)
- La tigre è ancora viva: Sandokan alla riscossa!, regia di Sergio Sollima (1977)
- Le braghe del padrone, regia di Flavio Mogherini (1978)
- Indagine su un delitto perfetto, regia di Giuseppe Rosati (1978)
- Professor Kranz tedesco di Germania, regia di Luciano Salce (1978)
- Café Express, regia di Nanni Loy (1980)
- Car-Napping - Bestellt, geklaut, geliefert, regia di Wigbert Wicker (1980)
- Innamorato pazzo, regia di Castellano e Pipolo (1981)
- Monsignore (Monsignor), regia di Frank Perry (1982)
- Di padre in figlio, regia di Alessandro Gassmann e Vittorio Gassman (1982)
- Amici miei - Atto II, regia di Mario Monicelli (1982)
- Cenerentola '80, regia di Roberto Malenotti (1984)
- Il giocatore invisibile, regia di Sergio Genni (1985)
- Amici miei - Atto III, regia di Nanni Loy (1985)

#### Televisione
- Operazione ladro – serie TV (1969)
- Finale di partita – film TV (1970)
- Il sospetto, regia di Daniele D'Anza – sceneggiato TV (1972)
- Joe Petrosino, regia di Daniele D'Anza – sceneggiato TV (1972)
- L'amaro caso della baronessa di Carini, regia di Daniele D'Anza – sceneggiato TV (1975)
- Sandokan, regia di Sergio Sollima – sceneggiato TV (1976)
- L'altro Simenon – serie TV (1979)
- I Borgia, regia di Brian Farnham – miniserie TV (1981)
- La sconosciuta – miniserie TV (1982)
- L'occhio di Giuda – miniserie TV (1982)
- Aeroporto internazionale – serie TV (1985)
- Due assi per un turbo – serie TV, episodio 1x11 (1987)

### Regista e attore
- Caiçara, co-regia di Tom Payne e John Waterhouse (1950)
- Tico-Tico no fubá (1952)
- L'alibi, co-regia di Vittorio Gassman e Luciano Lucignani (1969)

## Riconoscimenti
- Festival di Cannes
  - 1951 – Candidatura al Grand Prix per Caiçara
  - 1952 – Candidatura al Grand Prix per Tico-Tico no Fubá

- Grolla d'oro
  - 1973 – Miglior attore per La villeggiatura

## Omaggi
- A Porta di Roma, zona urbanistica di Roma nord, gli è stata intitolata una via.
- Nel ventennale della scomparsa, a Messina, è stata posta una targa commemorativa davanti alla casa natale di Celi, in via Brescia[5] nel quartiere Lombardo. Gli è stata inoltre intitolata una via nella zona sud della città, con una cerimonia alla presenza di Kabir Bedi, che recitò con Celi in Sandokan. Con quell'esperienza, Celi riuscì a prendere il volo verso Roma. "Sono nato nel quartiere Lombardo... e ho ancora tantissimi amici di grande intelligenza e profonda cultura. È vero che il terremoto, ma anche il secondo conflitto mondiale, hanno fatto abbandonare a molti la città. Dopo la maturità, nel 1940, sentivamo fortissima l'aria del continente e l'inizio dei bombardamenti contribuì a far lasciare Messina", raccontò Celi.

## Doppiatori italiani
Come diversi attori italiani, anche Celi è stato più volte doppiato. Di seguito le principali voci:
- Renato Turi in ...poi ti sposerò, Yankee, Masquerade, Colpo maestro al servizio di Sua Maestà britannica, Dalle Ardenne all'inferno, La donna, il sesso e il superuomo, Sentenza di morte, La morte bussa due volte, Sette volte sette, ...hanno cambiato faccia, La mano lunga del padrino, Fratello sole, sorella luna, Pane, burro e marmellata
- Manlio Busoni in Il tormento e l'estasi, Grand Prix
- Roberto Villa in Appuntamento col disonore, Ragazza tutta nuda assassinata nel parco
- Carlo Romano in L'uomo di Rio
- Ubaldo Lay in Proibito rubare
- Riccardo Cucciolla in O.K. Connery
- Emilio Cigoli in Diabolik
- Enzo Tarascio in L'uomo venuto da Chicago
- Antonio Guidi in La mala ordina
- Arturo Dominici in Piazza pulita
- Glauco Onorato in Indagine su un delitto perfetto